# Sirtaki
El sirtaki és una dansa grega que, malgrat l'opinió popular, no és pròpiament una de les danses tradicionals gregues sinó que va ser creada pel coreògraf Giorgios Provias per a la pel·lícula de 1964 Zorba the Greek. És una mescla de les versions ràpides i lentes del ball grec anomenat hasapiko (χασάπικος) acompanyada per la música de Míkis Theodorakis.
Un fet distintiu notable d'aquesta música és que el seu tempo s'accelera progressivament, el seu ritme passa del compàs 4/4 al 2/4.
La paraula sirtáki prové del grec syrtos, (de σύρω (τον χορό) que designa un grup tradicinal de danses gregues amb un estil particular oposat al pidikhtos.
El sirtaki es balla en un cercle obert o en línia amb les mans sobre les espatlles dels veïns.
El Sirtaki és una de les atraccions culturals de Grècia i de les tavernes d'estil grec de tot el món.

## Rècord Guinness
A Xipre, el 16 de setembre de 2007, es va realitzar la cadena de ballarins de sirtaki més llarga del món, al so de la banda sonora de la pel·lícula Zorba the Greek. La cadena comptava amb un total de 268 membres de vuit grups ballant a la vegada la cançó Zorbas. L'alcalde de la ciutat d'Ayia Napa, Antonis Tsokkos, va dir que l'objectiu de l'esdeveniment era enviar el missatge que el poble estava interessat en la cultura grega i promoure l'activitat turística a l'estranger. Maria Tofini, responsable de serveis culturals del municipi, va dir que, segons els Guinness World Records, els ballarins havien de fer un pas sincronitzat per a l'intent de qualificació. L'esdeveniment va cridar l'atenció de turistes i locals, molts dels quals van ballar Zorbas a la platja i al mar.
El 31 d'agost de 2012, el rècord del món de dansa sirtaki es va batre de nou amb 5.614 persones que van ballar un sirtaki durant cinc minuts vora el mar, començant des del port de la ciutat de Volos, a Grècia. L'Associació per a l'Impacte Social i la Cultura al Municipi de Magnisia va organitzar l'esdeveniment a la platja principal de la ciutat de Volos sota la llum de la segona lluna plena del mes. Unes 5.614 persones, d'entre 14 i 89 anys, van ballar Zorbas, omplint la plaça de la ciutat i convertint-se en el més gran de la història segons els Guinness World Records. Entusiastes de Volos, Làrissa, Atenes, Tessalònica, Trícala i les illes gregues van aconseguir ajuntar a la unió regional de cecs, la selecció nacional de natació sincronitzada i molts ciutadans anònims. La idea va venir d'una veïna de Volos, Alexia Halvatzakou, que la va suggerir als serveis municipals com a forma alternativa de promocionar la zona. Al president de l'Associació per a l'Impacte Social i la Cultura, Costas Halevas, li va agradar la idea i va preparar l'organització de l'esdeveniment.